# Londýnský filharmonický orchestr
Londýnský filharmonický orchestr, v anglickém originále London Philharmonic Orchestra (často zkráceně LPO) je jeden z nejvýznamnějších symfonických orchestrů ve Spojeném království; sídlí v Londýně. Jeho domovskou koncertní scénou je Royal Festival Hall.

## Historie

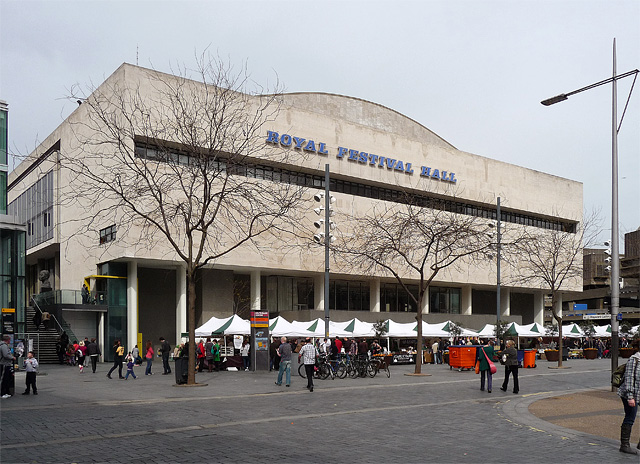
Royal Festival Hall, Belvedere Road, Londýn

Orchestr založil v roce 1932 Sir Thomas Beecham první koncert se konal 7. října téhož roku.
Začínající 2. světová válka připravila orchestr o mecenáše. V září 1939 vstoupil orchestr do likvidace, ale členové orchestru převzali správu. Prvním předsedou nové samosprávné společnosti zvolili hráče na lesní roh a šéfa hornistů Charlese Gregoryho. Sir Beecham odešel dirigovat do Austrálie.
Když se Beecham vrátil v září 1944 do Anglie, LPO ho přivítalo, v říjnu spolu uspořádali úspěšný koncert a v následujících měsících další koncerty. Hudebníci samosprávné společnosti však odmítli poskytnout Beechamovi neomezenou kontrolu, jakou měl ve 30. letech. Pokud by se měl stát opět šéfdirigentem, pak jako placený zaměstnanec orchestru, což Beecham odmítl.
Dne 10. května 1941 vystoupil orchestr v londýnské Queen's Hall, která byla v noci 10. května zasažena zápalnou bombou a zcela zničena.

## Dirigenti
Dalšími dirigenty orchestru byli:
- Eduard van Beinum (1947–1950)
- Adrian Boult (1951–1957)
- William Steinberg (1958–1960)
- John Pritchard (1957–1967)
- Bernard Haitink (1967–1979)
- Georg Solti (1979–1983)
- Klaus Tennstedt (1983–1987)
- Franz Welser-Möst (1990–1996).
- Kurt Masur (2000–2007)
- Vladimir Jurovskij (2007–dosud).